# Harald IV de Noruega
Harald Gille (en nòrdic: Haraldr gilli) (v. 1102 - 14 de desembre de 1146) va regnar com a Harald IV de Noruega des de 1130 fins a la seva mort.

## Biografia
Harald va néixer vers l'any 1102, a Irlanda o a les illes Hèbrides, on es familiaritzà amb Noruega a través del contacte amb mercaders noruecs. Vers l'any 1127, Harald es va presentar a Noruega afirmant que era el fill il·legítim del rei Magne el Descalç, que havia visitat Irlanda poc abans de la seva mort el 1103.
Això convertia a Harald amb mig-germà del rei regnant, Sigurd I, que també era un fill bastard del rei Magne. Aparentment Harald es va sotmetre a una prova de foc que va superar, i Sigurd va accedir a reconèixer el parentiu amb la condició que Harald mai reclamés el tron durant la vida de Sigurd o els seus fills. Harald va quedar-se a viure a Noruega mantenint bones relacions amb el rei, i va mantenir el seu compromís fins a la mort d'aquest el 1130.
Quan va rebre notícies de la mort de Sigurd, Harald va convocar un consell a Tønsberg que el va proclamar rei. El fill de Harald, Magne IV, va haver d'acceptar repartir-se el regne amb ell,
Després de quatre anys d'una pau tensa, Magne IV va iniciar una guerra contra Harald per guanyar el tron en solitari. El 9 d'agost de 1134 Harald va ser derrotat en una decisiva batalla a Färlev i va haver de fugir a Dinamarca. Però un cop Magne va llicenciar el seu exèrcit i es va retirar a Bergen a passar-hi l'hivern, Harald va tornar a Noruega i, pràcticament sense oposició, va arribar a Bergen abans de l'hivern.
Amb pocs homes per defensar-la, Bergen va caure després d'un breu setge el 7 de gener de 1135. Magne va ser capturat i destronat, i per assegurar-se que no representés un perill pel regnat de Harald, li van treure els ulls i li amputaren una cama.
Harald va regnar a Noruega fins al 1136, quan va ser assassinat per un altre fill bastard de Magne el Descalç: Sigurd Slembe.

### Avantpassats
|  |                            |  |  |  |  |  |  |  |  |  |  |  |  |  |  |  |
|  | 16. Sigurd Syr Halfdansson |  |  |  |  |  |  |  |  |  |  |  |  |  |  |  |
|  |                            |  |  |  |  |  |  |  |  |  |  |  |  |  |  |  |
|  |                            |  |  |  |  |  |  |  |  |  |  |  |  |  |  |  |
|  | 8. Harald III Hardrada     |  |  |  |  |  |  |  |  |  |  |  |  |  |  |  |
|  |                            |  |  |  |  |  |  |  |  |  |  |  |  |  |  |  |
|  |                            |  |  |  |  |  |  |  |  |  |  |  |  |  |  |  |
|  | 17. Åsta Gudbrandsdatter   |  |  |  |  |  |  |  |  |  |  |  |  |  |  |  |
|  |                            |  |  |  |  |  |  |  |  |  |  |  |  |  |  |  |
|  |                            |  |  |  |  |  |  |  |  |  |  |  |  |  |  |  |
|  | 4. Olaf III Kyrre          |  |  |  |  |  |  |  |  |  |  |  |  |  |  |  |
|  |                            |  |  |  |  |  |  |  |  |  |  |  |  |  |  |  |
|  |                            |  |  |  |  |  |  |  |  |  |  |  |  |  |  |  |
|  | 18. Torberg Arnesson       |  |  |  |  |  |  |  |  |  |  |  |  |  |  |  |
|  |                            |  |  |  |  |  |  |  |  |  |  |  |  |  |  |  |
|  |                            |  |  |  |  |  |  |  |  |  |  |  |  |  |  |  |
|  | 9. Tora Torbergsdatter     |  |  |  |  |  |  |  |  |  |  |  |  |  |  |  |
|  |                            |  |  |  |  |  |  |  |  |  |  |  |  |  |  |  |
|  |                            |  |  |  |  |  |  |  |  |  |  |  |  |  |  |  |
|  | 19. Ragnhild Erlingsdatter |  |  |  |  |  |  |  |  |  |  |  |  |  |  |  |
|  |                            |  |  |  |  |  |  |  |  |  |  |  |  |  |  |  |
|  |                            |  |  |  |  |  |  |  |  |  |  |  |  |  |  |  |
|  | 2. Magne III el Descalç    |  |  |  |  |  |  |  |  |  |  |  |  |  |  |  |
|  |                            |  |  |  |  |  |  |  |  |  |  |  |  |  |  |  |
|  |                            |  |  |  |  |  |  |  |  |  |  |  |  |  |  |  |
|  | 10. Johan or Árni lági     |  |  |  |  |  |  |  |  |  |  |  |  |  |  |  |
|  |                            |  |  |  |  |  |  |  |  |  |  |  |  |  |  |  |
|  |                            |  |  |  |  |  |  |  |  |  |  |  |  |  |  |  |
|  | 5. Thora                   |  |  |  |  |  |  |  |  |  |  |  |  |  |  |  |
|  |                            |  |  |  |  |  |  |  |  |  |  |  |  |  |  |  |
|  |                            |  |  |  |  |  |  |  |  |  |  |  |  |  |  |  |
|  | 1. Harald IV Gille         |  |  |  |  |  |  |  |  |  |  |  |  |  |  |  |
|  |                            |  |  |  |  |  |  |  |  |  |  |  |  |  |  |  |
|  |                            |  |  |  |  |  |  |  |  |  |  |  |  |  |  |  |